# Großer Preis der USA 1990
Der Große Preis der USA 1990 (offiziell XXVII Iceberg United States Grand Prix) fand am 11. März auf dem Phoenix Street Circuit in Phoenix statt und war das erste Rennen der Formel-1-Weltmeisterschaft 1990.

## Berichte

### Hintergrund
Der Winter 1989/90 war geprägt von Streitereien zwischen der FIA und McLaren bezüglich der Disqualifikation Ayrton Sennas nach dem Großen Preis von Japan 1989 sowie der Behauptung Sennas, diese sei von FIA-Präsident Jean-Marie Balestre mit dem Ziel verhängt worden, seinen Landsmann Alain Prost zum Weltmeister zu machen. Senna war daraufhin mit einer zusätzlichen Geldstrafe belegt worden und musste zudem seine Superlizenz für ein halbes Jahr abgeben. Bis kurz vor dem Start in die Saison 1990 war unklar, ob er jemals wieder in die Formel 1 zurückkehren werde.
Die beiden deutschen Teams Zakspeed und Rial Racing entschieden sich gegen eine erneute Teilnahme an der Formel-1-Weltmeisterschaft. Bei AGS, Osella, Brabham, Coloni, Arrows und Onyx gab es jeweils tiefgreifende Veränderungen in der Teamstruktur, die teilweise mit einem Eigentümerwechsel einhergingen.
Die markanteste Veränderung im Fahrerfeld war der bereits im Vorjahr verkündete Wechsel von Weltmeister Prost zu Ferrari, wodurch das Team anstatt mit den seit Jahren üblichen Startnummern 27 und 28 zum Leidwesen von McLaren-Teamchef Ron Dennis mit den Nummern 1 und 2 in die Saison gehen konnte.  McLaren übernahm im Gegenzug Gerhard Berger als neuen Teamkollegen von Vizeweltmeister Senna, der kurz vor Saisonbeginn nachgab, sich öffentlich für seine Äußerungen entschuldigte und dadurch seine Lizenz zurückerhielt.
Williams behielt die Fahrerpaarung Thierry Boutsen und Riccardo Patrese bei und engagierte Adrian Newey als neuen Co-Konstrukteur neben Patrick Head. Neuer Teamkollege von Alessandro Nannini bei Benetton wurde Nelson Piquet, der von Teamchef Flavio Briatore einen leistungsabhängigen Vertrag erhielt, der ihm neben einem festen Grundgehalt für jeden Sieg eine Million Dollar garantierte.
Das Team Arrows, das den Beinamen Footwork erhielt, engagierte die beiden Italiener Michele Alboreto und Alex Caffi als neue Stammfahrer. Da letzterer jedoch wegen Verletzungen, die er sich bei einem Fahrradunfall zugezogen hatte, nicht zum Saisonauftakt antreten konnte, sprang Bernd Schneider für ihn ein.
Neben Larrousse mit den Fahrern Éric Bernard und Aguri Suzuki setzte auch Lotus fortan einen Lamborghini-Motor ein. Als Nachfolger für Piquet und Satoru Nakajima wurden die beiden Briten Derek Warwick und Martin Donnelly unter Vertrag genommen. Nakajima wurde Teamkollege von Jean Alesi bei Tyrrell. Ligier trat mit Nicola Larini und Philippe Alliot an. Das Brabham-Team nahm Gregor Foitek und Stefano Modena unter Vertrag und setzte ebenso wie EuroBrun mit Roberto Moreno und dem Neuling Claudio Langes sowie das in Leyton House umbenannte March-Team, das die Fahrerpaarung Maurício Gugelmin und Ivan Capelli beibehielt, Judd-Motoren ein.
Bei BMS Scuderia Italia wurde Andrea de Cesaris als Stammfahrer beibehalten. Ihm zur Seite gestellt werden sollte Emanuele Pirro. Dieser konnte jedoch aufgrund einer Erkrankung nicht zum Saisonauftakt in Phoenix an den Start gehen, sodass sein Landsmann Gianni Morbidelli die Chance auf sein Formel-1-Debüt erhielt. Ein weiterer Neuling war Gary Brabham, ein Sohn des ehemaligen Weltmeisters Jack Brabham, der für das neu gegründete Life-Team, das mit eigenem Motor antrat, an den Start ging. Das Coloni-Team wurde an seinen neuen Motorenausrüster Subaru verkauft. Bertrand Gachot wurde als Fahrer verpflichtet.
Onyx, Minardi und AGS starteten jeweils mit den Fahrerpaarungen ins neue Jahr, mit denen sie die Saison 1989 abgeschlossen hatten. Einige Teams begannen die Saison mit modifizierten Vorjahresfahrzeugen.

### Training
Obwohl die Meldeliste im Vergleich zur Saison 1989 etwas kleiner war, musste weiterhin eine Vorqualifikation stattfinden, um die Anzahl der Teilnehmer an den beiden regulären Qualifikationsdurchgängen auf 30 zu reduzieren. Die Teams Osella, Larrousse, EuroBrun, AGS, Life und Coloni mussten die am Freitag-Vormittag stattfindende Vorauswahl absolvieren.
Wegen Inanspruchnahme fremder Hilfe während des Trainings wurde Philippe Alliot vom weiteren Rennwochenende ausgeschlossen.
Bei Regen traten nur wenige Piloten zum zweiten Qualifikationsdurchgang am Samstag an und konnten aufgrund der feuchten Streckenbedingungen keine Zeitverbesserungen erreichen. Die Startaufstellung ergab sich somit aus den am Freitag erzielten Rundenzeiten.
Hinter Berger, der die Pole-Position errang, qualifizierten sich mit Minardi-Pilot Pierluigi Martini und de Cesaris zwei Fahrer aus mit Pirelli-Reifen ausgestatteten Teams für vordere Startplätze. Somit startete bei diesem Rennen das erste und gleichzeitig letzte Mal ein Minardi aus der ersten Startreihe. Es folgte Alesi vor Senna, Piquet und Prost.

### Rennen
Martin Donnelly nahm aufgrund eines Getriebeschadens nicht am Rennen teil.
Berger zog schnell an Martini vorbei und setzte sich vor ihn, doch Alesi überholte sie beide und bremste Berger in der ersten Kurve aus. Dies war erst der achte Start seiner Formel-1-Karriere. Er setzte sich sofort ab und führte nach einer Runde mit 2,4 Sekunden Vorsprung.
Senna überholte de Cesaris für den dritten Platz und schloss auf Berger auf, der eine halbe Sekunde pro Runde auf Alesi verlor. Der Brasilianer kam an seinem Teamkollegen vorbei, als Berger in Runde 9 beim Bremsen auf eine Bodenwelle stieß, rückwärts in den Reifenstapel fuhr und seinen Heckflügel beschädigte. Er kam wegen eines neuen Flügels an die Box und fuhr später die schnellste Runde des Rennens, schied aber schließlich wegen eines Kupplungsproblems aus.
Als sich Berger drehte, lag Senna 8,2 Sekunden hinter Alesi. Da Senna nicht wusste, ob die Pirelli-Reifen von Tyrrell halten würden, zögerte er, zu Beginn zu stark zu pushen. Nach 30 Runden blieb Alesi an der Spitze, doch in Runde 34 überholte ihn Senna innen. Der Tyrrell hielt am Ausgang die Außenlinie und übernahm in der nächsten Kurve die Führung zurück. Zum gleichen Zeitpunkt, eine Runde später, übernahm Senna erneut die Führung, und dieses Mal hielt er sie.
Nach mehreren Versuchen, die Führung zurückzugewinnen, beschloss Alesi, seine Reifen zu schonen und ließ Senna ziehen. Unterdessen war Piquet in Runde 17 vom sechsten Startplatz auf den dritten vorgerückt. Bremsprobleme führten jedoch dazu, dass seine Reifen platt wurden, und in Runde 28 ging er an die Box, um neue zu montieren. Dies ermöglichte dem Williams von Boutsen das Durchkommen, und obwohl er mit einem Problem mit zeitweiligem Motorausfall zu kämpfen hatte, behielt er bis zum Schluss den dritten Platz. Piquet musste sich bei seinem ersten Einsatz für Benetton mit dem vierten Platz begnügen. Hinter Piquet belegten Modena und Satoru Nakajima die Plätze fünf und sechs.
Prost war zu Beginn aufgrund von Getriebeproblemen auf den neunten Platz zurückgefallen, und während er in Runde 17 auf den vierten Platz vorrückte, erwiesen sich seine Getriebeprobleme in Runde 21 als zu gravierend. Im anderen Ferrari schied Mansell in Runde 49 auf Platz 5 liegend aus, als sein Kupplung zerfiel und den Öltank durchbohrte. Der Motor blockierte, fing Feuer und brachte Mansell ins Trudeln.
Alesi machte mit seiner starken Vorstellung zum ersten Mal in der Formel 1 auf sich aufmerksam, da er Senna während des Rennens in seinem, dem McLaren des Brasilianers deutlich unterlegenen, Tyrrell unter Druck setzen konnte. Auch Alesis Teamkollege Nakajima erzielte mit dem sechsten Rang einen Punkt.

## Meldeliste
| Team                        | Nr. | Fahrer             | Chassis            | Motor                     | Reifen |
| --------------------------- | --- | ------------------ | ------------------ | ------------------------- | ------ |
| Scuderia Ferrari SpA        | 01  | Alain Prost        | Ferrari 641        | Ferrari 036 3.5 V12       | G      |
| Scuderia Ferrari SpA        | 02  | Nigel Mansell      | Ferrari 641        | Ferrari 036 3.5 V12       | G      |
| Tyrrell Racing Organisation | 03  | Satoru Nakajima    | Tyrrell 018        | Ford Cosworth DFR 3.5 V8  | P      |
| Tyrrell Racing Organisation | 04  | Jean Alesi         | Tyrrell 018        | Ford Cosworth DFR 3.5 V8  | P      |
| Canon Williams Team         | 05  | Thierry Boutsen    | Williams FW13B     | Renault RS2 3.5 V10       | G      |
| Canon Williams Team         | 06  | Riccardo Patrese   | Williams FW13B     | Renault RS2 3.5 V10       | G      |
| Motor Racing Developments   | 07  | Gregor Foitek      | Brabham BT58       | Judd EV 3.5 V8            | P      |
| Motor Racing Developments   | 08  | Stefano Modena     | Brabham BT58       | Judd EV 3.5 V8            | P      |
| Footwork Arrows Racing      | 09  | Michele Alboreto   | Arrows A11B        | Ford Cosworth DFR 3.5 V8  | G      |
| Footwork Arrows Racing      | 10  | Bernd Schneider    | Arrows A11         | Ford Cosworth DFR 3.5 V8  | G      |
| Camel Team Lotus            | 11  | Derek Warwick      | Lotus 102          | Lamborghini 3512 3.5 V12  | G      |
| Camel Team Lotus            | 12  | Martin Donnelly    | Lotus 102          | Lamborghini 3512 3.5 V12  | G      |
| Fondmetal Osella            | 14  | Olivier Grouillard | Osella FA1M        | Ford Cosworth DFR 3.5 V8  | P      |
| Leyton House Racing         | 15  | Maurício Gugelmin  | Leyton House CG901 | Judd EV 3.5 V8            | G      |
| Leyton House Racing         | 16  | Ivan Capelli       | Leyton House CG901 | Judd EV 3.5 V8            | G      |
| AGS Racing                  | 17  | Gabriele Tarquini  | AGS JH24           | Ford Cosworth DFR 3.5 V8  | G      |
| AGS Racing                  | 18  | Yannick Dalmas     | AGS JH24           | Ford Cosworth DFR 3.5 V8  | G      |
| Benetton Formula Ltd        | 19  | Alessandro Nannini | Benetton B189B     | Ford Cosworth HBA4 3.5 V8 | G      |
| Benetton Formula Ltd        | 20  | Nelson Piquet      | Benetton B189B     | Ford Cosworth HBA4 3.5 V8 | G      |
| BMS Scuderia Italia         | 21  | Gianni Morbidelli  | Dallara 190        | Ford Cosworth DFR 3.5 V8  | P      |
| BMS Scuderia Italia         | 22  | Andrea de Cesaris  | Dallara 190        | Ford Cosworth DFR 3.5 V8  | P      |
| SCM Minardi Team            | 23  | Pierluigi Martini  | Minardi M189       | Ford Cosworth DFR 3.5 V8  | P      |
| SCM Minardi Team            | 24  | Paolo Barilla      | Minardi M189       | Ford Cosworth DFR 3.5 V8  | P      |
| Ligier Gitanes              | 25  | Nicola Larini      | Ligier JS33B       | Ford Cosworth DFR 3.5 V8  | G      |
| Ligier Gitanes              | 26  | Philippe Alliot    | Ligier JS33B       | Ford Cosworth DFR 3.5 V8  | G      |
| Honda Marlboro McLaren      | 27  | Ayrton Senna       | McLaren MP4/5B     | Honda RA100E 3.5 V10      | G      |
| Honda Marlboro McLaren      | 28  | Gerhard Berger     | McLaren MP4/5B     | Honda RA100E 3.5 V10      | G      |
| Espo Larrousse F1           | 29  | Éric Bernard       | Lola LC89B         | Lamborghini 3512 3.5 V12  | G      |
| Espo Larrousse F1           | 30  | Aguri Suzuki       | Lola LC89B         | Lamborghini 3512 3.5 V12  | G      |
| Subaru Coloni Racing        | 31  | Bertrand Gachot    | Coloni C3B         | Subaru 1235 3.5 V12       | P      |
| EuroBrun Racing             | 33  | Roberto Moreno     | EuroBrun ER189B    | Judd CV 3.5 V8            | P      |
| EuroBrun Racing             | 34  | Claudio Langes     | EuroBrun ER189B    | Judd CV 3.5 V8            | P      |
| Moneytron Onyx Formula One  | 35  | Stefan Johansson   | Onyx ORE-1         | Ford Cosworth DFR 3.5 V8  | G      |
| Moneytron Onyx Formula One  | 36  | JJ Lehto           | Onyx ORE-1         | Ford Cosworth DFR 3.5 V8  | G      |
| Life Racing Engines         | 39  | Gary Brabham       | Life L190          | Life F35 3.5 W12          | G      |

## Klassifikationen

### Qualifying
| Pos. | Fahrer             | Konstrukteur      | Vorqualifikation | Vorqualifikation  | 1. Qualifikationstraining | 1. Qualifikationstraining | 2. Qualifikationstraining | 2. Qualifikationstraining | Start |
| Pos. | Fahrer             | Konstrukteur      | Zeit             | Ø-Geschwindigkeit | Zeit                      | Ø-Geschwindigkeit         | Zeit                      | Ø-Geschwindigkeit         | Start |
| ---- | ------------------ | ----------------- | ---------------- | ----------------- | ------------------------- | ------------------------- | ------------------------- | ------------------------- | ----- |
| 01   | Gerhard Berger     | McLaren-Honda     | –                | –                 | 1:28,664                  | 154,209 km/h              | 1:53,486                  | 120,480 km/h              | 01    |
| 02   | Pierluigi Martini  | Minardi-Ford      | –                | –                 | 1:28,731                  | 154,093 km/h              | 2:33,083                  | 89,316 km/h               | 02    |
| 03   | Andrea de Cesaris  | Dallara-Ford      | –                | –                 | 1:29,019                  | 153,594 km/h              | 1:57,435                  | 116,429 km/h              | 03    |
| 04   | Jean Alesi         | Tyrrell-Ford      | –                | –                 | 1:29,408                  | 152,926 km/h              | 1:54,738                  | 119,165 km/h              | 04    |
| 05   | Ayrton Senna       | McLaren-Honda     | –                | –                 | 1:29,431                  | 152,887 km/h              | 1:52,015                  | 122,062 km/h              | 05    |
| 06   | Nelson Piquet      | Benetton-Ford     | –                | –                 | 1:29,862                  | 152,153 km/h              | 1:55,449                  | 118,432 km/h              | 06    |
| 07   | Alain Prost        | Ferrari           | –                | –                 | 1:29,910                  | 152,072 km/h              | 1:56,661                  | 117,201 km/h              | 07    |
| 08   | Olivier Grouillard | Osella-Ford       | 1:33,181         | 146,734 km/h      | 1:29,947                  | 152,010 km/h              | –                         | –                         | 08    |
| 09   | Thierry Boutsen    | Williams-Renault  | –                | –                 | 1:30,059                  | 151,820 km/h              | 1:52,771                  | 121,244 km/h              | 09    |
| 10   | Stefano Modena     | Brabham-Judd      | –                | –                 | 1:30,127                  | 151,706 km/h              | –                         | –                         | 10    |
| 11   | Satoru Nakajima    | Tyrrell-Ford      | –                | –                 | 1:30,130                  | 151,701 km/h              | –                         | –                         | 11    |
| 12   | Riccardo Patrese   | Williams-Renault  | –                | –                 | 1:30,213                  | 151,561 km/h              | 1:53,530                  | 120,433 km/h              | 12    |
| 13   | Nicola Larini      | Ligier-Ford       | –                | –                 | 1:30,424                  | 151,208 km/h              | –                         | –                         | 13    |
| 14   | Paolo Barilla      | Minardi-Ford      | –                | –                 | 1:31,194                  | 149,931 km/h              | –                         | –                         | 14    |
| 15   | Éric Bernard       | Lola-Lamborghini  | 1:32,711         | 147,478 km/h      | 1:31,226                  | 149,878 km/h              | –                         | –                         | 15    |
| 16   | Roberto Moreno     | EuroBrun-Judd     | 1:32,292         | 148,147 km/h      | 1:31,247                  | 149,844 km/h              | 1:51,538                  | 122,584 km/h              | 16    |
| 17   | Nigel Mansell      | Ferrari           | –                | –                 | 1:31,363                  | 149,654 km/h              | 1:52,405                  | 121,639 km/h              | 17    |
| 18   | Aguri Suzuki       | Lola-Lamborghini  | 1:33,331         | 146,498 km/h      | 1:31,414                  | 149,570 km/h              | –                         | –                         | 18    |
| 19   | Martin Donnelly    | Lotus-Lamborghini | –                | –                 | 1:31,650                  | 149,185 km/h              | 1:49,942                  | 124,364 km/h              | 19    |
| 20   | Bernd Schneider    | Arrows-Ford       | –                | –                 | 1:31,892                  | 148,792 km/h              | –                         | –                         | 20    |
| 21   | Michele Alboreto   | Arrows-Ford       | –                | –                 | 1:31,948                  | 148,701 km/h              | 1:54,499                  | 119,414 km/h              | 21    |
| 22   | Alessandro Nannini | Benetton-Ford     | –                | –                 | 1:31,984                  | 148,643 km/h              | –                         | –                         | 22    |
| 23   | Gregor Foitek      | Brabham-Judd      | –                | –                 | 1:32,398                  | 147,977 km/h              | –                         | –                         | 23    |
| 24   | Derek Warwick      | Lotus-Lamborghini | –                | –                 | 1:32,400                  | 147,974 km/h              | 2:05,974                  | 108,537 km/h              | 24    |
| 25   | Maurício Gugelmin  | Leyton House-Judd | –                | –                 | 1:32,904                  | 147,171 km/h              | –                         | –                         | 25    |
| 26   | Ivan Capelli       | Leyton House-Judd | –                | –                 | 1:33,044                  | 146,950 km/h              | –                         | –                         | 26    |
| DNQ  | Stefan Johansson   | Onyx-Ford         | –                | –                 | 1:33,468                  | 146,283 km/h              | –                         | –                         | –     |
| DNQ  | Gianni Morbidelli  | Dallara-Ford      | –                | –                 | 1:34,292                  | 145,005 km/h              | –                         | –                         | –     |
| DNQ  | JJ Lehto           | Onyx-Ford         | –                | –                 | –                         | –                         | –                         | –                         | –     |
| DSQ  | Philippe Alliot    | Ligier-Ford       | –                | –                 | –                         | –                         | –                         | –                         | –     |
| DNPQ | Gabriele Tarquini  | AGS-Ford          | 1:35,420         | 143,291 km/h      | –                         | –                         | –                         | –                         | –     |
| DNPQ | Yannick Dalmas     | AGS-Ford          | 1:35,481         | 143,199 km/h      | –                         | –                         | –                         | –                         | –     |
| DNPQ | Claudio Langes     | EuroBrun-Judd     | 1:37,399         | 140,379 km/h      | –                         | –                         | –                         | –                         | –     |
| DNPQ | Gary Brabham       | Life              | 2:07,147         | 107,535 km/h      | –                         | –                         | –                         | –                         | –     |
| DNPQ | Bertrand Gachot    | Coloni-Subaru     | 5:15,010         | 43,404 km/h       | –                         | –                         | –                         | –                         | –     |

### Rennen
| Pos. | Fahrer             | Konstrukteur      | Runden | Stopps | Zeit        | Start | Schnellste Runde |
| ---- | ------------------ | ----------------- | ------ | ------ | ----------- | ----- | ---------------- |
| 01   | Ayrton Senna       | McLaren-Honda     | 72     | 0      | 1:52:32,829 | 05    | 1:32,178         |
| 02   | Jean Alesi         | Tyrrell-Ford      | 72     | 0      | + 8,685     | 04    | 1:32,221         |
| 03   | Thierry Boutsen    | Williams-Renault  | 72     | 0      | + 54,080    | 09    | 1:32,915         |
| 04   | Nelson Piquet      | Benetton-Ford     | 72     | 0      | + 1:08,358  | 06    | 1:32,865         |
| 05   | Stefano Modena     | Brabham-Judd      | 72     | 0      | + 1:09,503  | 10    | 1:33,147         |
| 06   | Satoru Nakajima    | Tyrrell-Ford      | 71     | 0      | + 1 Runde   | 11    | 1:32,707         |
| 07   | Pierluigi Martini  | Minardi-Ford      | 71     | 1      | + 1 Runde   | 02    | 1:31,568         |
| 08   | Éric Bernard       | Lola-Lamborghini  | 71     | 0      | + 1 Runde   | 15    | 1:32,681         |
| 09   | Riccardo Patrese   | Williams-Renault  | 71     | 1      | + 1 Runde   | 12    | 1:32,222         |
| 10   | Michele Alboreto   | Arrows-Ford       | 70     | 0      | + 2 Runden  | 21    | 1:34,517         |
| 11   | Alessandro Nannini | Benetton-Ford     | 70     | 1      | + 2 Runden  | 22    | 1:32,694         |
| 12   | Bernd Schneider    | Arrows-Ford       | 70     | 1      | + 2 Runden  | 20    | 1:33,573         |
| 13   | Roberto Moreno     | EuroBrun-Judd     | 67     | 1      | + 5 Runden  | 16    | 1:35,446         |
| 14   | Maurício Gugelmin  | Leyton House-Judd | 66     | 0      | + 6 Runden  | 25    | 1:37,058         |
| –    | Paolo Barilla      | Minardi-Ford      | 54     | 1      | DNF         | 14    | 1:34,265         |
| –    | Aguri Suzuki       | Lola-Lamborghini  | 53     | 0      | DNF         | 18    | 1:33,819         |
| –    | Nigel Mansell      | Ferrari           | 49     | 0      | DNF         | 17    | 1:32,814         |
| –    | Gerhard Berger     | McLaren-Honda     | 44     | 1      | DNF         | 01    | 1:31,050         |
| –    | Gregor Foitek      | Brabham-Judd      | 39     | 0      | DNF         | 23    | 1:34,156         |
| –    | Olivier Grouillard | Osella-Ford       | 39     | 2      | DNF         | 08    | 1:35,350         |
| –    | Andrea de Cesaris  | Dallara-Ford      | 25     | 0      | DNF         | 03    | 1:34,067         |
| –    | Alain Prost        | Ferrari           | 21     | 0      | DNF         | 07    | 1:33,170         |
| –    | Ivan Capelli       | Leyton House-Judd | 20     | 0      | DNF         | 26    | 1:35,598         |
| –    | Derek Warwick      | Lotus-Lamborghini | 6      | 0      | DNF         | 24    | 1:35,396         |
| –    | Nicola Larini      | Ligier-Ford       | 4      | 1      | DNF         | 13    | 1:36,971         |
| DNS  | Martin Donnelly    | Lotus-Lamborghini | –      | –      | –           | 19    | –                |

## WM-Stände nach dem Rennen
Die ersten sechs des Rennens bekamen 9, 6, 4, 3, 2 bzw. 1 Punkt(e). In der Fahrerwertung wurden die besten elf Resultate, in der Konstrukteurswertung alle Resultate gewertet.

### Fahrerwertung
| Pos. | Fahrer             | Konstrukteur     | Punkte |
| ---- | ------------------ | ---------------- | ------ |
| 01   | Ayrton Senna       | McLaren-Honda    | 9      |
| 02   | Jean Alesi         | Tyrrell-Ford     | 6      |
| 03   | Thierry Boutsen    | Williams-Renault | 4      |
| 04   | Nelson Piquet      | Benetton-Ford    | 3      |
| 05   | Stefano Modena     | Brabham-Judd     | 2      |
| 06   | Satoru Nakajima    | Tyrrell-Ford     | 1      |
| 07   | Pierluigi Martini  | Minardi-Ford     | 0      |
| 08   | Éric Bernard       | Lola-Lamborghini | 0      |
| 09   | Riccardo Patrese   | Williams-Renault | 0      |
| 10   | Michele Alboreto   | Arrows-Ford      | 0      |
| 11   | Alessandro Nannini | Benetton-Ford    | 0      |
| 12   | Bernd Schneider    | Arrows-Ford      | 0      |
| 13   | Roberto Moreno     | EuroBrun-Judd    | 0      |

| Pos. | Fahrer             | Konstrukteur      | Punkte |
| ---- | ------------------ | ----------------- | ------ |
| 14   | Maurício Gugelmin  | Leyton House-Judd | 0      |
| –    | Paolo Barilla      | Minardi-Ford      | 0      |
| –    | Aguri Suzuki       | Lola-Lamborghini  | 0      |
| –    | Nigel Mansell      | Ferrari           | 0      |
| –    | Gerhard Berger     | McLaren-Honda     | 0      |
| –    | Gregor Foitek      | Brabham-Judd      | 0      |
| –    | Olivier Grouillard | Osella-Ford       | 0      |
| –    | Andrea de Cesaris  | Dallara-Ford      | 0      |
| –    | Alain Prost        | Ferrari           | 0      |
| –    | Ivan Capelli       | Leyton House-Judd | 0      |
| –    | Derek Warwick      | Lola-Lamborghini  | 0      |
| –    | Nicola Larini      | Ligier-Ford       | 0      |

### Konstrukteurswertung
| Pos. | Konstrukteur     | Punkte |
| ---- | ---------------- | ------ |
| 01   | McLaren-Honda    | 9      |
| 02   | Tyrrell-Ford     | 7      |
| 03   | Williams-Renault | 4      |
| 04   | Benetton-Ford    | 3      |
| 05   | Brabham-Judd     | 2      |
| 06   | Minardi-Ford     | 0      |
| 07   | Lola-Lamborghini | 0      |

| Pos. | Konstrukteur      | Punkte |
| ---- | ----------------- | ------ |
| 08   | Arrows-Ford       | 0      |
| 09   | EuroBrun-Judd     | 0      |
| 10   | Leyton House-Judd | 0      |
| –    | Ferrari           | 0      |
| –    | Osella-Ford       | 0      |
| –    | Dallara-Ford      | 0      |
| –    | Ligier-Ford       | 0      |